# Petrocephalus schoutedeni
Petrocephalus schoutedeni är en fiskart som beskrevs av Poll, 1954. Petrocephalus schoutedeni ingår i släktet Petrocephalus och familjen Mormyridae. IUCN kategoriserar arten globalt som livskraftig. Inga underarter finns listade i Catalogue of Life.